# Plummerita
Plummerita es un género de foraminífero planctónico de la familia Rugoglobigerinidae, de la superfamilia Globotruncanoidea, del suborden Globigerinina y del orden Globigerinida. Su especie tipo es Rugoglobigerina (Plummerella) hantkeninoides subsp. hantkeninoides. Su rango cronoestratigráfico abarca el Maastrichtiense superior (Cretácico superior).

## Descripción
Plummerita incluía especies con conchas trocoespiraladas, de forma estrellada; sus cámaras eran romboidales, alargadas radialmente, con tubuloespinas en el lado posterior de cada cámara; sus suturas intercamerales eran rectas e incididas; su contorno era fuertemente lobulado y estrellado; su periferia era redondeada o subaguda; su ombligo era pequeño; su abertura principal era interiomarginal, umbilical, con el área umbilical protegida por una tegilla por coalescencia de los pórticos de las cámaras precedentes; la tegilla presentaba aberturas accesorias proximales o distales; presentaban pared calcítica hialina, perforada con poros cilíndricos, y superficie pustulosa, rugosa o costulada; las pústulas pueden fusionarse en rugosidades irregulares o en costillas alineadas.

## Discusión
Plummerita fue el nombre sustituto propuesto de Plummerella, el cual fue considerado homónimo posterior del insecto hemíptero Plummerella de Long, 1942. Algunos autores han considerado Plummerita un sinónimo subjetivo posterior de Rugoglobigerina. Clasificaciones posteriores han incluido Plummerita en la superfamilia Globigerinoidea.

## Paleoecología
Plummerita incluía especies con un modo de vida planctónico, de distribución latitudinal cosmopolita, y habitantes pelágicos de aguas intermedias a profundas (medio mesopelágico a batipelágico superior).

## Clasificación
Plummerita incluye a la siguiente especie:
- Plummerita hantkeninoides †
  - Plummerita hantkeninoides costata †
  - Plummerita hantkeninoides inflata †

Otras especies consideradas en Plummerita son:
- Plummerita costata †
- Plummerita kennerleyi †
- Plummerita reicheli †

En Plummerita se ha considerado el siguiente subgénero:
- Plummerita (Radotruncana), aceptado como género Radotruncana